# تایتان‌فال
تایتان‌فال (انگلیسی: Titanfall) عنوان یک مجموعه بازی‌های ویدئویی عمدتاً در سبک تیراندازی اول شخص است که توسط ریسپاون انترتینمت توسعه می‌یابد و به‌وسیلهٔ الکترونیک آرتس و در پلت‌فرم‌های پلی‌استیشن ۴، مایکروسافت ویندوز، آی‌اواس، ایکس‌باکس ۳۶۰، اکس‌باکس وان، و اندروید منتشر شده‌است.